# Goločelo (miasto Kragujevac)
Goločelo (cyr. Голочело) – wieś w Serbii, w okręgu szumadijskim, w mieście Kragujevac. W 2011 roku liczyła 520 mieszkańców.